# Cantone di Jugon-les-Lacs
Il Cantone di Jugon-les-Lacs era una divisione amministrativa dell'Arrondissement di Dinan.
A seguito della riforma approvata con decreto del 13 febbraio 2014, che ha avuto attuazione dopo le elezioni dipartimentali del 2015, è stato soppresso.

## Composizione
Comprendeva 6 comuni:
- Dolo
- Jugon-les-Lacs
- Plédéliac
- Plénée-Jugon
- Plestan
- Tramain